# 新格里戈里夫卡 (卡贊卡區)
47°54′12″N 33°2′5″E / 47.90333°N 33.03472°E
新格里戈里夫卡（烏克蘭語：Новогригорівка），是烏克蘭南部的村莊，隸屬尼古拉耶夫州的巴什坦卡區。該村始建於1889年，面積0.1平方公里，海拔高度113米，2001年人口217，人口密度每平方公里2,170人。